# Ruan Renato Bonifácio Augusto
Ruan Renato Bonifácio Augusto (* 14. Januar 1994 in Paulínia) ist ein brasilianischer Fußballspieler.

## Karriere
Ruan begann seine Profikarriere beim Mogi Mirim EC. Im Januar 2014 wechselte er zur AA Santa Rita. Im Mai 2015 schloss er sich dem Drittligisten Guaratinguetá Futebol an. Im selben Monat spielte er erstmals in der Série C.
Im Januar 2016 wechselte er zum ebenfalls drittklassigen EC Juventude. Mit Juventude konnte er im selben Jahr in die Série B aufsteigen. Sein Debüt in der zweithöchsten brasilianischen Spielklasse gab er im Mai 2017, als er am ersten Spieltag der Saison 2017 gegen den Luverdense EC in der Startelf stand.
Im August 2017 wurde er an den österreichischen Bundesligisten FK Austria Wien verliehen. Im Sommer 2018 wechselte er zum brasilianischen Erstligisten EC Vitória, bei dem er einen bis Dezember 2020 laufenden Vertrag erhielt. Auch von dort folgte eine Leihe zum Figueirense FC. Anschließend stand er noch bis 2021 bei Botafogo FR sowie AA Ponte Preta unter Vertrag.
Im Sommer 2021 folgte dann der Wechsel nach Aserbaidschan zum Erstligisten FK Qəbələ. Dort gewann Ruan am Ende der Saison 2022/23 den nationalen Pokal. Nach zwei Spielzeiten, in denen er 59 Ligaspiele bestritt, wechselte er im Sommer 2023 zum Ligarivalen Zirə FK.

## Erfolge
FK Qəbələ
- Aserbaidschanischer Pokalsieger: 2023